# スクラップ ストーリー ある愛の物語
『スクラップ ストーリー ある愛の物語』(スクラップ ストーリー あるあいのものがたり)は1984年に公開された、若松孝二監督、少女M主演による日本映画である。　

## ストーリー
康子は家出を機に知り合った大学生の「ボク」およびカメラマンの良介と知り合い、生活を共にするようになる。やがて康子はビニール本のヌードモデルとして稼ぐようになるが、警察に補導される。警察に出向いた「ボク」は刑事からの説明に驚く。高卒の18歳と聞かされていた康子は、実はまだ中学3年生の14歳であった。

## 概要
康子役の少女Mは、少女ヌード写真集のヌードモデルとして当時絶大な人気を誇っており、本作品が映画デビュー作となった。本作においても弱冠14歳ながらフルヌードを披露し、ラブシーンなどのソフトコアの性描写を演じている。ジョイパックフィルム配給により1984年7月14日に劇場公開されたのち、VHSソフトがジャパンホームビデオから『少女M 初めての体験 スクラップストーリー』の題で発売された(品番:KA-1011)。1999年11月1日に「児童買春・児童ポルノ禁止法」が施行された後、2011年11月にジャパンホームビデオから同品番で本作のDVDソフトが受注生産方式で発売されたが、発売から数ヶ月のうちに絶版となった。絶版の理由は明らかにされていない。
ソフト化の機会には恵まれないが、名画座やイベントなどにおいては時折上映されることがあり、2017年12月17日開催の「井上淳一が語る禁断の若松孝二作品上映」の上映作品の1つとして、名古屋シネマスコーレにて同日19時より上映された。上映にあたっては事前告知がなされていたが、上映に関して警察等による警告は一切行われなかった。本作の中古ソフトの売買についても現状逮捕者などは出ていないが、前述の井上は「とある事情で絶対にソフト化不可能、上映機会もそうある訳ではない（本当に危ない）。」と言及している。

## 登場人物
康子
演 - 少女M
ぼく
演 - 安藤一夫
良介
演 - 倉崎青児
編集長
演 -嵐山光三郎
マスター
演 - KINYA
康子の父
演 - 高田純次
刑事
演 - 糸井重里
ポルノ作家
演 - レオナルド熊
客
演 - 安岡力也

## 音楽

### 音楽
- 歌：少女M『スクラップストーリー』／作詞：友井久美子 作曲：小野田真人 編曲：高田弘（日本コロムビア）

## スタッフ
- 制作・監督：若松孝二
- 原作：伊達一行
- 脚本：内田栄一、出口出
- 音楽：出口出
- 撮影：田中一成
- 編集：鈴木歓
- 照明：高屋齋
- 助監督：福岡芳穂
- スタイリスト：遠藤光
- 製作会社：若松プロダクション
- 配給：ジョイパックフィルム